# Lombardische Liga

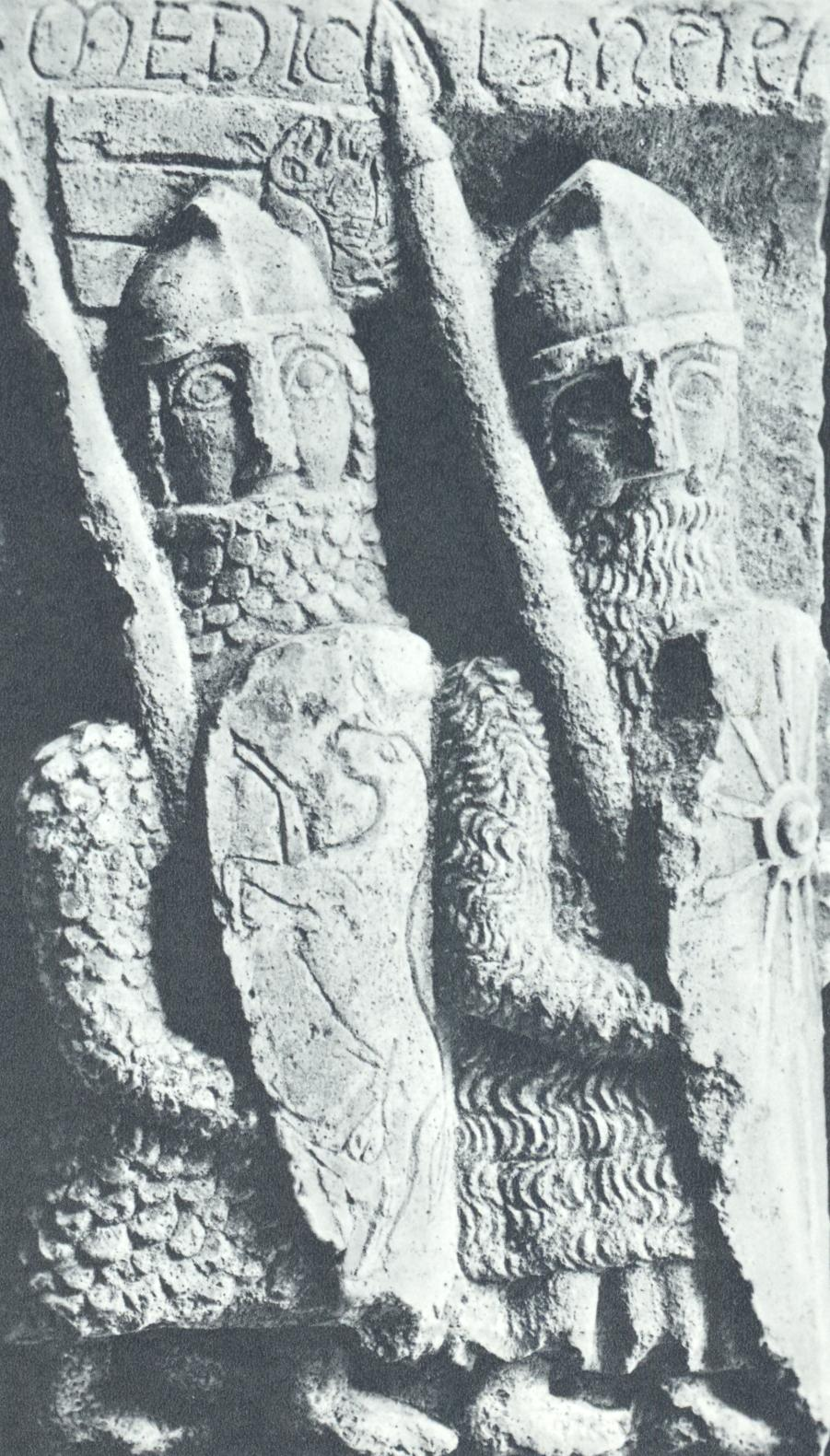
Lombardische milites afgebeeld op het Porta Romana reliëf uit 1171.

De Lombardische Liga (Lega Lombarda, Societas Lonbardie) is de bekendste stedenbond in het middeleeuwse Italië.

## Eerste Lombardische Liga
De bond had als doel de bescherming van de stedelijke autonomie tegen de centralistische politiek van de keizers uit het Huis Hohenstaufen. Tegen de onderdrukkende maatregelen van keizer Frederik I |(verwoesting Milaan in 1162) werden tussen 1164 en 1167 twee stedenbonden gevormd (Veronese Liga  en de Liga van Pontida), die zich in maart 1167 aaneensloten tot de Lombardiche Liga. Deze bestond aanvankelijk uit de steden Cremona, Mantua, Bergamo en Brescia, waarbij zich vervolgens ook Parma, Padua, Milaan, Verona, Piacenza en Bologna aansloten. 
Van 1168 tot 1173 werd de Liga machtiger doordat zich meer steden en feodale heren bij de Liga aansloten. Ook werd de Liga gesteund door paus Alexander III, de republiek Venetië en het koninkrijk Sicilië. Uiteindelijk wist de Liga in 1176 keizer Frederik I Barbarossa te verslaan bij Legnano, waarna deze in 1177 de Vrede van Venetië moest aanvaarden. Na deze slag verzwakte de Liga door onderlinge rivaliteit. In de Vrede van Konstanz van 1183 erkende de keizer de Liga en bevestigde autonomie van de steden.

## Tweede Lombardische Liga
Nieuwe pogingen van de keizer de steden te onderwerpen leidden in 1226 tot de Tweede Lombardische Liga. De keizer annuleerde daarop de Vrede van Konstanz. In 1237 versloeg de keizer de Liga bij Cortenuovo, maar door de politiek van paus Gregorius IX had de keizer daar geen voordeel van. In 1248 versloegen de troepen van de Liga de keizer bij Parma.